# Mateusz Jeleński
Mateusz Jeleński herbu własnego – podstoli żmudzki w 1770 roku, poseł królewski na sejmik Księstwa Żmudzkiego w 1776 roku.
Będąc żydowskim neofitą został nobilitowany na sejmie 1764 roku. Żonaty z Teodorą z Iwanowiczów, miał syna Jerzego.